# عزام علي
عزام علي (بالفارسية: اعظم علی) مغنية وموسيقية إيرانية. اعتبارًا من عام 2013، أصدرت علي ثمانية ألبومات كاملة الطول مع فرق VAS و Niyaz، بالإضافة إلى أربعة ألبومات فردية كاملة الطول.

## سيرة شخصية
ولدت علي في طهران في 3 أكتوبر 1970، وأمضت معظم طفولتها في بانتشجانى بالهند. انتقلت علي ووالدتها إلى لوس أنجلوس بكاليفورنيا عام 1985، وبعد ذلك اكتشفت علي آلة السنطور. ثم درستها على يد الأستاذ الفارسي مانوشهر صادقي، مما أدى إلى إعادة اكتشاف صوتها.
في عام 1996، شكلت علي مجموعة VAS «للعالم البديل» مع عازف الإيقاع جريج إليس بعد لقائه العام السابق في حفل موسيقي في جامعة كاليفورنيا.  هي وزوجها، لوغا رامين تركيان، جزء من مجموعة أخرى، نياز، وهي مجموعة إيرانية صوتية إلكترونية. 
في عام 2005، ظهرت عزام علي في Enter the Chicken، ألبوم Buckethead لعام 2005، وهي تغني أغنية "Coma" مع سيرج تانكيان.
في عام 2006، ظهرت في Nefes / Breath، وهو ألبوم لعازف الناي التركي، Mercan Dede، وهي تغني أغنية "Dem".

### كمغنية منفردة
في عام 2002، أصدرت علي أول ألبوم منفرد لها، «بوابات النعمة Portals of Grace». تبع ذلك «الجنة للشجعان Elysium for the Brave» لعام 2006، والذي وصل إلى رقم 10 على قائمة بيلبورد لأفضل الألبومات العالمية في 23 سبتمبر 2006. ألبوم علي الثالث، From Night to the Edge of Day (2011)، هو مجموعة من التهويدات مستوحاة من ابنها. رثاء البجع - رحلة نحو الصمت (2013)، الألبوم الرابع لعلي، هو جهد مشترك مع زوجها لوغا رامين تركيان الذي بدأ في عام 2009 ويستكشف المساحات الحميمة التي كان عليهم أن يخصصوها لأنفسهم للهروب من مطالب الجولات.
في عام 2003، غنت «إناما نوشيف» بلغة فريمن الخيالية للموسيقى التصويرية لمسلسل قصير من إنتاج قناة ساي فاي عام 2003، وهو مسلسل أطفال الشفق لفرانك هربرت، من تأليف بريان تايلر. في عام 2006 ظهرت غناءً في فيلم 300. في عام 2011، ولقد ظهرت غناءً عدة مرات على الصوت من النسخة الثالثة من أنشارتد سلسلة ألعاب الفيديو، مجهول 3. في عام 2012، كانت المطربة في العرض التوضيحي التكنولوجي للعبة فاينل فانتسي في فاينل فانتسي سكوير إنكس. كما ساعدت الملحن الأمريكي جاك وول في الموسيقى التصويرية لـ كول أوف ديوتي: بلاك أوبس 2 خلال كونها مطربة على مسار "Pakistan Run".
في سبتمبر 2013، أعلنت علي أنها ستقدم غناءً الموسيقى التصويرية لفيلم ثور: العالم المظلم.
في 31 مايو 2019، أعلنت علي عن ألبومها التالي، «أشباح PHANTOMS» التي أنتجتها بنفسها، إلى جانب أول أغنية منفردة وفيديو موسيقي لها، «أمل Hope». الأغنية التالية كانت أغنية الألبوم التي تحمل عنوان «أشباح» وتم إصدارها في 12 يوليو. تم إصدار الألبوم في 13 سبتمبر 2019.

## أعمالها
ألبومات فردية
- بوابات النعمة (2002)
- إليسيوم للشجعان (2006)
- ذكريات خضراء (2008)
- من الليل إلى حافة النهار (2011)
- رثاء البجع - رحلة نحو الصمت (2013)
- فانتومز (2019) [15]

مع VAS
- سنياتا (1997)
- عروض (1998)
- في حديقة الأرواح (2000)
- عيد الصمت (2004)

جريج إليس
- استكشافات كالا روبا في الإيقاع (2001)

مع نياز
- نياز (2005)
- تسع جنان (2008)
- الصمود (2012)
- صمود Acoustic EP (2013)
- النور الرابع (2015)

مع VGM
- مرشح سيفون: ظل لوجان (2007)
- Uncharted 3: خداع دريك (2011)

مع ميركان ديدي
- التنفس (أغنية «ديم») (2006)

مع بوكيثيد
- أدخل الدجاج (أغنية «كوما»)

مع روزلاند
- روزلاند (2007)

منفرد
- أين نيل عندما تحتاجه؟ (2006، أغنية "The Cold Black Key")

## روابط خارجية
- الموقع الرسمي
- موقع نياز